# Melissa Rosenberg
Melissa Anne Rosenberg (Marin County, 28 de agosto de 1962) é uma roteirista estadunidense. Ela tem trabalhado tanto em cinema quanto na televisão, e foi nomeada para um Emmy Award e dois Writers Guild of America Awards.

## Biografia
Rosenberg nasceu e foi criada em Marin County, Califórnia. O pai dela é Jack Lee Rosenberg, um psicoterapeuta, e sua mãe é Pat Rosenberg, uma música. Ela foi a segunda de quatro filhos do primeiro casamento do seu pai.
Originalmente, ela desejava se tornar dançarina ou coreógrafa, mas diz que "começou muito tarde". Se mudou para Los Angeles para seguir uma carreira na indústria cinematográfica. Ela se formou na University of Southern California's (USC).
Rosenberg adquiriu um agente através de seu professor na USC, Glen Adilman, e foi trabalhar como secretária, quando lhe foi oferecido o seu primeiro projeto. Incidentalmente, um filme encomendado pela Paramount Pictures, que, no final, nunca foi feito. Ela foi então transferida para a televisão. Primeiramente escreveu Class of '96 em 1993 e passou a trabalhar em shows como Dr. Quinn, Medicine Woman (1995–1996), Dark Skies (1996), The Magnificent Seven (1998), Ally McBeal (2001) e Birds of Prey (2002) antes de entrar para a equipe que escrevia o The O.C. em 2003. Deixou o The O.C. depois de conclusão da primeira temporada e foi contratada para escrever seu segundo roteiro, para um filme de 2006 chamado Step Up. Mais tarde lhe foi oferecido trabalhar em Step Up 2 the Streets, mas ela recusou a oferta por estar ocupada com outros projetos. Rosenberg passou a escrever para as séries televisivas Love Monkey (2006) e Dexter (2006-presente).
A Summit Entertainment, mesma produtora de Step Up, ofereceu-lhe a oportunidade de adaptar o romance Crepúsculo, de Stephenie Meyer, em um filme que teria o mesmo nome, o que ela aceitou. Sua principal fonte de inspiração para a adaptação foi Brokeback Mountain, que ela descreveu como um "grande modelo de amor proibido", ao lado de Romeu e Julieta. Após o lançamento do filme, ela foi contratada pela Summit para escrever as duas sequências, Lua Nova e Eclipse, e já tinha começado a elaboração do roteiro de Lua Nova em novembro de 2008.